# サイモン・ライト
サイモン・ライト(Simon Wright、1963年6月19日 - ) は、イギリスのドラマー。有名なハード・ロック・バンドをいくつも渡り歩き、AC/DCやディオなどのメンバーとして活躍した。ドラムは十代初めから演奏し始め、コージー・パウエル、トミー・アルドリッジ(Tommy Aldridge)、ジョン・ボーナムから大きな影響を受けた。

## 経歴
サイモン・ライトは、地元マンチェスターでトラ・トラというバンドで演奏を始め、やがて、1979年にギターのゲイリー・オ—エンス(Gary Owens)が結成した、マンチェスターを代表するNWOBHMのスーパーグループA II Z(A II Z)に参加した。もともと、A II Zは、結成直後からマンチェスターで評判となり、折からのNWOBHMブームに便乗しようとしていたポリドール・レコードと契約することになった。1980年には、ライブ・アルバム『The Witch Of Berkley』が出たが、その後1981年にベースとドラムが解雇され、ライトが代わりのドラマーとして参加することになった。しかし、ライトの参加後はシングル盤「I'm the One Who Loves You」が出ただけで、結局バンドは1982年に解散してしまう。ライトは、ゲイリー・オーエンスとともにオーロラ(Aurora)を経て、タイタンに参加した。タイタンは、デビュー・アルバム『Rough Justice』(1985年)のレコーディングを行ったが、このデビュー・アルバムがリリースされるのを待たず、1983年にバンドは解散してしまった。
1983年、AC/DCはドラムのフィル・ラッドを解雇し、ライトはその後任に採用された。1980年代半ば、ライトが在籍した時期に、AC/DCは3枚のアルバム『フライ・オン・ザ・ウォール』、『フー・メイド・フー』、『ブロウ・アップ・ユア・ヴィデオ』を制作した。ライトは1989年に、ディオに移るためAC/DCを脱退し、クリス・スレイドがその後を埋めた。ライトは、ディオの仕事の合間に、ライアム・ジェイソン(Liam Jason)が離脱したライノ・バケット(Rhino Bucket)に参加し、1994年のサード・アルバム『Pain』を録音した。2007年にも、再びこのバンドと共演し、アルバム『The Hardest Town』にフィーチャーされた。
ライトがディオに参加していた時期は、1990年から1991年と、1998年以降の2つに分かれる。ディオでは、4枚のスタジオ・アルバム『ロック・アップ・ザ・ウルヴス (Lock up the Wolves)』、『マジカ (Magica)』、『キリング・ザ・ドラゴン (Killing the Dragon)』、『マスター・オブ・ザ・ムーン (Master of the Moon)』と、2枚のライブ・アルバム『イーヴィル・オア・ディヴァイン (Evil or Divine - Live In New York City)』、『情念の炎〜ホーリィ・ダイヴァー・ライヴ (Holy Diver - Live)』に参加している。
ライトの演奏は、このほかにも、UFO、マイケル・シェンカー・グループ、ジョン・ノーラムの作品で聴くことができる。
2005年、ライトはヘヴィ・メタルを象徴するバンドであるアイアン・メイデンへのトリビュート・アルバム『NUMBERS from the BEAST: An All-Star Tribute to Iron Maiden』に参加した。ライトがトリビュート盤に参加するのは、1998年のAC/DCへのトリビュート『Thunderbolt: A Tribute to AC/DC』以来、2回目だった。

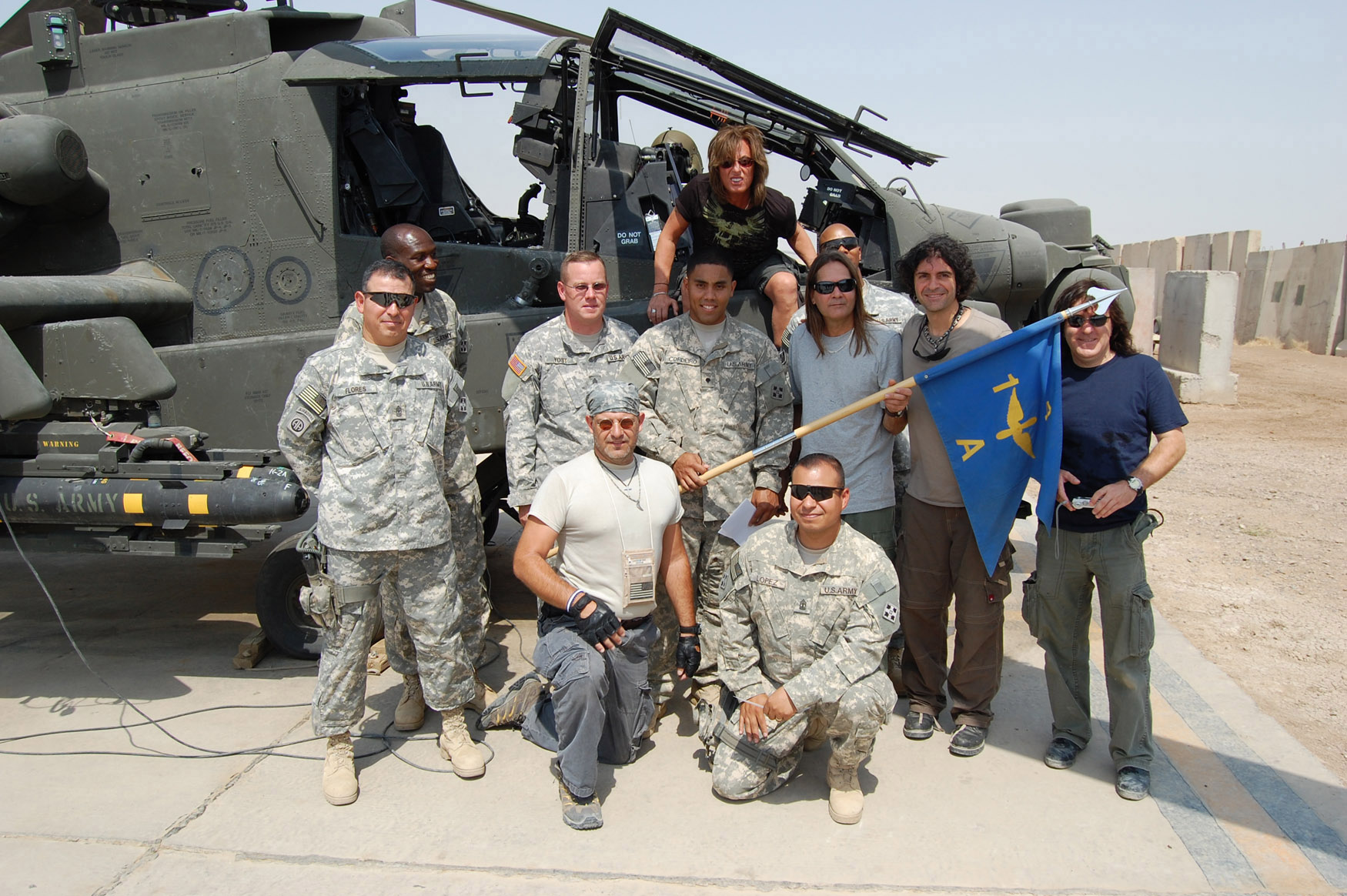
2008年9月11日、バグダッド北郊のCamp Tajiで。右端がライト。

2006年、ライトはビートルズの楽曲をヘヴィ・メタル風に取り上げたトリビュート盤『Butchering the Beatles: A Headbashing Tribute』に参加し、「Taxman」にクレジットされた。
2008年9月、ライトは、ジョー・リン・ターナー、フィル・スーザン(Phil Soussan)、カルロス・カヴァーゾ(Carlos Cavazo)らとともに、ビッグ・ノイズ(the Big Noize)のプロジェクトとして、イラクとクウェートでのショーを行った。

## 使用機材
ライトは、dwのコレクターズ・メイプル・シリーズのドラムと、セイビアンのシンバルを使用している。詳細については英語版(en:Simon Wright (musician)#Drum kit)を参照。

## トリビア
ザ・ストーン・ローゼズのレニ（英XFMラジオが2013年に行ったリスナー投票で「史上最高のロック・ドラマー」で1位に選出された名ドラマー）はAC/DC加入前からのドラム仲間。それまでパブで演奏していたレニはライトのAC/DC加入が本気でバンド活動をするきっかけとなった。

## ディスコグラフィ
AC/DC
- フライ・オン・ザ・ウォール - Fly on the Wall (1985年)
- フー・メイド・フー - Who Made Who (1986年)
- ブロウ・アップ・ユア・ヴィデオ - Blow Up Your Video (1988年)

ディオ
- ロック・アップ・ザ・ウルヴス - Lock up the Wolves (1990年)
- マジカ - Magica (2000年)
- キリング・ザ・ドラゴン - Killing the Dragon (2002年)
- マスター・オブ・ザ・ムーン - Master of the Moon (2004年)

(以下はライブ盤)
- イーヴィル・オア・ディヴァイン - Evil or Divine - Live In New York City (2005年)
- 情念の炎〜ホーリィ・ダイヴァー・ライヴ - Holy Diver - Live (2006年)

ライノ・バケット (Rhino Bucket)
- Pain (1994年)
- Pain & Suffering (2007年)
- The Hardest Town (2009年)

ジョン・ノーラム
- ワールズ・アウェイ - Worlds Away (1996年)

モグ/ウェイ (Mogg/Way)
- Chocolate Box (1999年)

ティム・オーウェンズ  (Tim "Ripper" Owens)
- Play My Game (2009年)